# 안투라지 (2004년 드라마)
《안투라지》(Entourage)는 2004년 7월 18일부터 2011년 9월 11일까지 HBO에서 방영된 드라마이다.

## 출연
- 에이드리언 그러니어 - 빈센트 체이스 (Vincent Chase)
- 케빈 코널리 - 에릭 머피 (Eric Murphy)
- 케빈 딜런 - 조니 체이스 (Johnny Chase)
- 제리 페라라 - 터틀 (Turtle)
- 제러미 피번 - 아리 골드 (Ari Gold)
- 렉스 리 - 로이드 (Lloyd)
- 페리 리브스 - 아리 부인